# Kuppel (Geometrie)

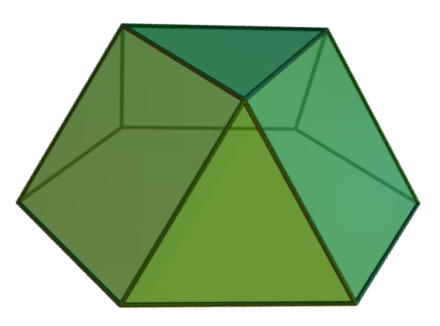
Regelmäßige Dreiecks-Kuppel (J_{3})

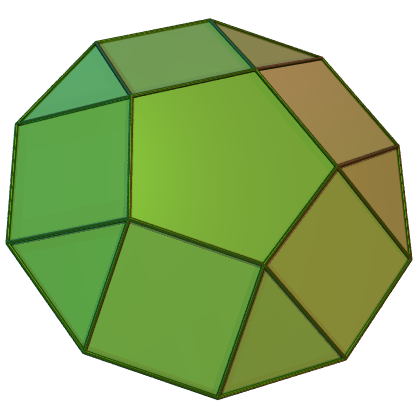
Regelmäßige Fünfecks-Kuppel (J_{5})

Unter einer Kuppel versteht man in der Geometrie einen Körper, der aus zwei parallel angeordneten, regelmäßigen Polygonen besteht, die durch Rechtecke und Dreiecke miteinander verbunden sind. Dabei hat die untere Form doppelt so viele Ecken und Kanten wie die oben liegende Figur. Alle Kuppeln sind Prismatoide. Die einfachste Kuppel ist ein Keil, bei diesem ist die obere Form nur eine Linie.
Die Dreiecks-, Vierecks- und Fünfeckskuppeln mit regelmäßigen Seitenflächen sind die Johnson-Körper J3, J4 und J5. Kuppeln mit einer „Dachfläche“ aus sechs oder mehr Ecken sind nur noch unter Verwendung unregelmäßiger Seitenflächen zu erstellen und daher keine Johnson-Körper.
Manche Kuppeln sind Bestandteile anderer Körper. Wenn man zum Beispiel ein Kuboktaeder so zerschneidet, dass sich als Schnittfläche ein regelmäßiges Sechseck ergibt, so sind die beiden Hälften des zerschnittenen Kuboktaeders zwei identische Dreiecks-Kuppeln (J3).
Siehe auch: Sternwartekuppel